# لیگ برتر فوتبال ساحلی زنان ایران
لیگ برتر فوتبال ساحلی بانوان لیگ حرفه‌ای فوتبال ساحلی است که توسط فدراسیون فوتبال ایران اداره می‌شود. بالاترین سطح مسابقات فوتبال ساحلی بانوان در ایران است.
لیگ برتر فوتبال ساحلی بانوان در دو منطقه شمال و جنوب برگزار می شود.

## تیم های منطقه شمال
| تیم                 | شهر      |
| ------------------- | -------- |
| پیکان تهران         | تهران    |
| عقاب زاگرس کرمانشاه | کرمانشاه |
| ملوان بندرگز        | بندرگز   |
| پردیس فردوس         | فردوس    |
| نماینده مازندران    | ساری     |

## تیم های منطقه جنوب
| تیم               | شهر      |
| ----------------- | -------- |
| شهرداری بندرعباس  | بندرعباس |
| ذوالفقار جم بوشهر | بوشهر    |
| ستارگان مکران     | سیریک    |
| گلساپوش یزد       | یزد      |
| خاتون بم کرمان    | بم       |